# Mohammed Ikramullah
Mohammed Ikramullah (in urdu  محمد اکرام اللہ‎?; Bhopal, 15 gennaio 1903 – Karachi, 12 settembre 1963) è stato un politico e diplomatico pakistano.

## Biografia
Nacque in una famiglia aristocratica nello stato del Bhopal ed era il fratello maggiore di Muhammad Hidayatullah. Fu un membro del servizio civile indiano per il governo dell'India britannica.
Nel 1933 sposò Shaista Suhrawardy, con cui ebbe quattro figli: Inam (1934-2004), Salma (1937-2003), Naz (1938) e Sarvath (1947).
Dal 1945 al 1946 fu consigliere sia delle commissioni preparatorie dell'Organizzazione delle Nazioni Unite (ONU) a Londra e a San Francisco che alla prima assemblea generale dell'ONU. Nel 1947 divenne il primo segretario di Stato per gli esteri del moderno Pakistan; lavorò inoltre in qualità di ambasciatore in Canada, Francia, Portogallo e Regno Unito.
Ricoprì un ruolo determinante nella creazione del Comitato economico del Commonwealth, di cui fu nominato presidente. Al momento della morte, all'età di 60 anni, era stato nominato segretario generale del Commonwealth.